# ژان مایه
ژان مایه (به فرانسوی: Jean Maillet) موسیقی‌دان و نویسنده قرن بیستم میلادی اهل فرانسه است.